# Tsararova
Tsararova est une commune urbaine malgache située dans la partie nord-est de la région de Betsiboka.